# Thelypteris knysnaensis
Thelypteris knysnaensis är en kärrbräkenväxtart som beskrevs av N. C. Anthony och Schelpe. Thelypteris knysnaensis ingår i släktet Thelypteris och familjen Thelypteridaceae. Inga underarter finns listade.